# Родло

Знак «родло».

Родло (пол. rodło) — один из польских национальных символов, официальный знак Союза поляков в Германии с 1933 года по настоящее время. Представляет собой схематическое изображение течения Вислы с обозначенным расположением Кракова.

## История

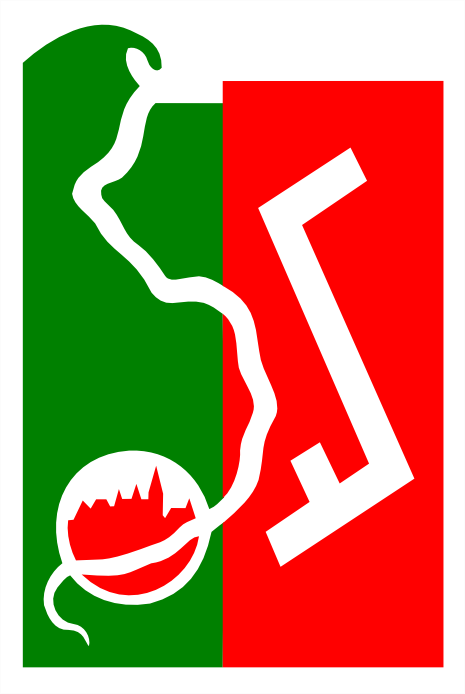
Сравнение знака и течения Вислы.

Знак был создан Союзом поляков в Германии по проекту Янины Клопоцкой в ответ на обязательную нацификацию символики политических, культурных и общественных организаций после прихода к власти Адольфа Гитлера.
Требование ввести в символику свастику и пользоваться нацистским приветствием было воспринято властями Союза как попытка тотальной германизации. В стране с прусских времён действовал запрет на использование польским меньшинством национального символа — белого орла.
Восьмого ноября 1932 года, через два дня после выборов, на совещании правления Соза по инициативе доктора Яна Качмарека было решено выполнить принятое ещё в 1924 году решение верховного совета организации о введении символики для её членов и разработать новый знак, который позволит обойти запреты, подчеркнуть польский характер организации и одновременно сохранить лояльность государству пребывания.
После рассмотрения нескольких вариантов, предложенных Яниной Клопоцкой, был выбран белый знак на красном фоне, схематически изображающий течение Вислы и положение Кракова — колыбели польской культуры и одного из символов польской государственности.
Внешне знак напоминал половину свастики, что обеспечило одобрение немецких властей. В августе 1932 года руководство Союза поляков в Германии приняло знак родла в качестве официального.
5 августа 1934 года, во время II Съезда заграничных поляков, на варшавской набережной Костюшки состоялась церемония обручения бело-красных знамён с родлом с Вислой. В ней приняли участие 3000 зарубежных поляков, представители многих местных отделений Союза поляков в Германии.
В 1938 году была впервые исполнена «Песнь родла» на музыку Янины Качмарек и слова Эдмунда Османьчика.
В дальнейшем родло продолжали использовать как символ польской диаспоры в Германии, а также как символ сопротивления германизации.

## Название
После единогласного утверждения знака правлением и верховным советом Союза во главе с ксендзом Болеславом Доманьским возник вопрос названия. Задача была поручена Эдмунду Османьчику. Так как форма знака ассоциировалась с фигурами польских дворянских гербов, были предложены варианты «родовой знак», «знак поляков», «родовой герб», «родница». После обсуждения был выбран придуманный Османьчиком неологизм, возникший из слияния элемнета RO- (вариант «rodnica», а также пол. ród — род, пол. rodzina — семья) и -DŁO (от пол. godło — государственный герб).

## Варианты
Янина Клопоцкая старалась точно передать течение реки, поэтому в первых, довоенных вариантах знака верхнее плечо («устье») было короче нижнего, «истока». В более поздних вариантах знак подвергался многочисленным модификациям: с плечами равной длины и с разным углом наклона. В результате символ терял схожесть с Вислой и, вопреки намерениям авторов, начинал походить на свастику.
Родло стало составной частью символики полонийных организаций в Германии.
- Родло с липовым листом — символ польской молодёжи в Германии.
- Лилия с родлом — символ польских харцеров в Германии. Был создан в 1933 году Эдмундом Рыдзиньским, вожатым берлинского хуфца Польского харцерства. Официальный символ довоенного и современного Союза польского харцерства в Германии.
- Родло на фоне скрипичного ключа — символ польских певческих союзов в Германии.
- Родло на фоне восьмиконечной звезды — «Знак веры и стойкости», вручаемый многолетним активным членам Союза поляков в Германии.

## Использование
Кроме полонийных организаций Германии знак родла используется на гербах злотувского повята Великопольского воеводства и входящих в него гмин Злотув и Закшево.
Слово и символ используется рядом футбольных клубов («Родло Квидзын», «Родло Ополе», «Родло Грановице», «Родло Гурник» и «Родло Тшцяно») и общеобразовательных школ в Бытоме и Квидзыне, продолжающих традиции двух единственных польских гимназий в довоенной Германии.
В честь родла названа одна из центральных площадей Щецина.
В Польской Народной Республике существовала «Медаль родла», которой награждались лица, способствовавшие сохранению польского национального самосознания и культуры на территории Германии и бывшего Вольного города Данцига и интеграции этих земель с Польшей.

Герб Злотувского повята
Герб гмины Закшево
Герб гмины Злотув
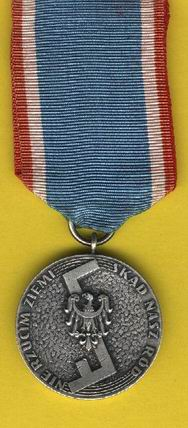
Медаль родла